# فنی بیکر آمس
فنی بیکر آمس (Fanny Baker Ames) (زادهٔ ۱۴ ژوئن ۱۸۴۰- درگذشت ۲۱ اوت ۱۹۳۱)، نوع‌دوست آمریکایی و فعال حقوق زنان بود.

## اوایل زندگی
جولیا فرانسیس بیکر در ۱۴ ژوئن ۱۸۴۰ در کاناندی گوا در ایالت نیویورک چشم به جهان گشود. والدین او، اینکریز بیکر و جولیا کنفیلد بودند.
در سال ۱۸۵۷، آمس به‌مدت یک ترم در کالج اَنتیاک تحصیل کرد.

## حرفه
او تا سال ۱۸۶۱ در مدرسه‌ای در سینسیناتی تدریس کرد و در همان دوره، پرستار داوطلب در جنگ داخلی آمریکا شد. در ۲۵ ژوئن ۱۸۶۳، اِیمزبا کشیش چارلز گوردون اِیمز، فعال جنبش توحیدگرایی ازدواج نمود. در سال ۱۸۶۹، آن‌ها انجمن حق رأی زن آمریکایی را تأسیس کردند و تحت‌تأثیر همین انجمن بود که اولین حق رأی کالیفرنیا، محل اقامت‌شان در آن زمان، را پایه‌گذاری کردند. بااین حال، وقتی سیاست‌های این انجمن با انجمن ملی حق رأی زن هم‌سو شد، از حمایت آن دست کشیدند، چون میان انجمن ملی حق رأی زن و انجمن حق رأی زن آمریکایی رقابت بود.

### کار در فیلادلفیا
در سال ۱۸۷۲، خانوادهٔ اِیمز به فیلادلفیا نقل‌مکان کردند و تا سال ۱۸۷۷ و بعدها از سال ۱۸۸۰ تا ۱۸۸۸همان‌جا اقامت داشتند. در پیِ بحران اقتصادی ۱۸۷۳، جولیا انجمن امداد جرمن‌تاون را بنیان نهاد؛ سازمانی که با انجام فعالیت‌های خیریه بحران‌های مالی را مدیریت می‌کرد. با وجود نقل‌مکان خانواده اِیمز به بوستون، جولیا و همسرش زمان زیادی را در فیلادلفیا سپری می‌کردند و بیشتر فعالیت‌های نوع‌دوستانه و اجتماعی خود را در این شهر ادامه دادند.
وانگهی، جولیا به تأسیس «انجمن قرن جدید» کمک کرد و مدیر آن بود. این انجمن یکی از اولین انجمن‌های زنان و از تأثیرگذارترین انجمن‌های فرهنگی و سیاسی برای فمنیست‌ها و اصلاح‌طلبان در اواخر قرن نوزدهم بود. طی سال‌های ۱۸۸۷ و ۱۸۸۸، آمس مدیر انجمن قرن جدید بود.
در سال ۱۸۷۸، ایمز انجمن فیلادلفیا را برای سازمان‌دهی امور خیریه بنیان نهاد.

#### انجمن کمک و ادارهٔ اطلاعات کودکان
در سال ۱۸۸۰، اِیمزانجمن کمک و ادارهٔ اطلاعات کودکان را بنیان نهاد؛ سازمانی که به‌منظور لغو حضور کودکان در نوان‌خانه‌ها و استقرار آن‌ها در خانه‌ها، به‌خصوص کودکانی که در حاشیهٔ شهرها بودند، فعالیت می‌کرد. اِیمز بر این باور بود که این فرایند به کاهش میزان فقر و نرخ بزهکاری نوجوانان کمک می‌کند. در سال ۱۸۹۱، ایمز یک سخنرانی با عنوان «مراقبت از کودکان نیازمند» درانجمن ملی زنان در واشینگتن دی‌سی ارائه نمود. او در آنجا خواهان توجه به سهم زنان در توسعهٔ سیستمی شد که به مراقبت و سرپرستی از کودکان یتیم بپردازد و زنان را تشویق کرد تا به فعالیت خود برای لغو حضور کودکان در نوان‌خانه‌ها ادامه بدهند. او در این سخنرانی گفت:
«همان‌طور که زنان هر خانواده دل‌سوزانه مراقب فرزندان خود هستند، همهٔ زنان آمریکایی باید مراقب کودکان آمریکا باشند؛ زنان هر منطقه باید مراقب کودکان همان‌جا باشند، به‌خصوص کودکانی که از مِهر مادری بی‌نصیب مانده‌اند و دست به دامان نهادهای بشری می‌شوند که کم‌ترین مهر، محبت و توجه را نسبت به چنین مسئولیتی دارند- قانون مدنی یا مقامات دولتی».— فنی بیکر اِیمز، مراقبت از کودکان نیازمند
هرچند ایمز بیشتر وقت‌های را که در این سازمان فعالیت داشت، در فلادلفیا زندگی نمی‌کرد، اما به دلیل مسافرت‌های مکررش به این شهر، می‌توانست مشارکت کند.

### کار در بوستون
در سال ۱۸۷۷، چارلز اِیمز، ویراستار نشریهٔ کریسچِن رجیستر شد و خانوادهٔ اِیمز به بوستون نقل‌مکان کردند. تا سال ۱۸۸۰ همان‌جا اقامت داشتند و از سال ۱۸۸۸ دوباره به‌طور دایم ساکن همین شهر شدند.
در سال ۱۸۸۰، آمس انجمن امداد زنان کلیسای توحیدگرایی را بنیان نهاد و به‌عنوان معاون این سازمان فعالیت خود را آغاز کرد. اِیمز حامی نیتوتالیسم (نهضت مخالفت با مصرف الکل) بود و به تعلیم اصول میانه‌روی در مصرف الکل در کلیساها و مدارس اعتقاد داشت.
در سال ۱۸۸۸ که چارلز جی. اِیمز مسئول کلیسای دیسایپِلز شد، خانوادهٔ اِیمز به‌طور دایم به بوستون نقل‌مکان کردند.
در ۹ می ۱۸۹۱، راسل، فرماندار ماساچوست، فنی بیکر اِیمز و مارس الن هالی را به‌عنوان بازرس پلیس ماساچوست گماشت. آن‌ها اولین پلیس زن در ماساچوست و ایالات متحده بودند. نقش او نظارت بر شرایط زنان و کودکان در کارخانه‌ها بود. جولیا به‌عنوان بازرس غالباً بر اصول اخلاقی زنان متمرکز بود و روی‌کردهای بسیار محافظه‌کارانه‌ای داشت. یکی از بارزترین فعالیت‌های حمایت‌گرانهٔ وی، جداسازی فضای شغلی زنان و مردان بود، چون معتقد بود «هرگونه ترکیب جنسیتی می‌تواند به بی‌اخلاقی و فساد منجر شود» و می‌خواست زنان را از تماس بی‌شرمانه با مردان محافظت کند. او با شور و هیجان زیادی در مورد این موضوع سخن می‌گفت و به مالکان کارخانه‌ها التماس می‌کرد، خودشان را به‌عنوان پدر زنان شاغل در کارخانه‌ها تصور کنند. هرچند، کارگران قشر ضعیف جامعه نسبت به عمل‌کرد وی انتقادهای داشتند. آن‌ها مدعی بودند که آمس بی‌نهایت محافظه‌کار و پایبند اصول خویش است، درحالی‌که او به‌خاطر تلاش برای محافظت از زنان سفیدپوست شاغل در کارخانه‌ها ستایش می‌شد، اما مردم از این بابت که او نسبت به حقوق زنان قبایل بومی و مهاجران شاغل در کارخانه‌ها، اصلاً نگرانی و دغدغه‌ای نداشت، برآشفته و عصبانی بودند. او تا سال ۱۸۹۷ در این سمت مشغول به فعالیت بود.

## اواخر زندگی
در سال ۱۸۹۹، او به‌عنوان یکی از اعضای اصلی هیئت امنای کالج سیمونز برگزیده شد. تا دههٔ ۱۹۸۰ او عضو برجستهٔ پیمان ضد امپریالیستی آمریکا بود.
در سال ۱۸۹۵، اِیمز عضو کمیتهٔ اصلاح طلاق انجمن ملی زنان بود و در برابر پیمان اصلاح طلاق ملی ایستاد و اصلاحیهٔ موفقیت‌آمیز برای مجاز دانستن زنان جهت حضور در هیئت پیمان اصلاح طلاق ملی ارائه داد.
او و همسرش، در کنار عدهٔ بی‌شمار دیگری، طی سال‌های ۱۹۰۰ تا ۱۹۱۰ در جلسه‌های دادخواهی و استماع در بهره‌مندی از حق رأی مدنی برای زنان مشمول پرداخت مالیات در خانهٔ ایالت ماساچوست حضور می‌یافتند. اِیمز یکی از بنیان‌گذاران انجمن حق رأی برابر بوستون برای حکم‌رانی خوب در سال ۱۹۰۱ و همین‌طور رئیس کمیته اجرایی بود. اِیمز مدیریت جلسهٔ انجمن حق رأی برابر بوستون در ۲۳ مارس ۱۹۰۷ را برعهده داشت. در این جلسه نمایندگانی از همهٔ انجمن‌های زنان در ماساچوست حضور داشتند.
در۲۱ اوت ۱۹۳۱، آمس در برنستبل، ماساچوست، در اثر بیماری قلبی و نفریت درگذشت. دو دخترش، ادیث تئودورا اِیمز و آلیس ویوین اِیمز وینتر راه مادرشان را ادامه دادند. آلیس بعدها نویسنده و رئیس فدراسیون عمومی انجمن‌های زنان شد. اِیمز در قبرستان لِیکوود، مینیاپلیس، مینه‌سوتا به خاک سپرده شد.